# Joachim Barth (Mediziner)
Joachim Barth (* 30. Juli 1942 in Wurzen) ist ein deutscher Dermatologe und Allergologe. Von 1983 bis 1994 war er Direktor der Hautklinik der Medizinischen Akademie „Carl Gustav Carus“ und danach der Universitätshautklinik Dresden. Er war Vorstandsmitglied und ist Ehrenmitglied des Deutschen Psoriasis Bundes und seit 1992 Mitglied seines Wissenschaftlichen Beirates, davon acht Jahre als dessen Sprecher.

## Leben
Joachim Barth besuchte von 1956 bis 1960 die frühere Fürstenschule St. Augustin in Grimma. Von 1962 bis 1968 absolvierte er das Studium der Humanmedizin an der Friedrich-Schiller-Universität in Jena, wo er 1968 mit der Arbeit „Untersuchungen über Vorkommen, Symptomatik und Ätiologie der Byssinose in der baumwollverarbeitenden Textilindustrie“ promovierte.
Seine Facharztausbildung erhielt er an der Universitätshautklinik Leipzig. Hier verteidigte er 1975 seine Habilitationsschrift „Untersuchungen zur prospektiven Erfassung fotosensibilisierender Eigenschaften von Pharmaka und Industriesubstanzen“. 1978 wurde er in Leipzig zum Hochschuldozenten ernannt und 1983 auf den Lehrstuhl des Fachgebietes Dermatologie und Venerologie der Medizinischen Akademie „Carl Gustav Carus“ Dresden berufen. Gleichzeitig übernahm er das Direktorat der dortigen Hautklinik. 1995 ließ er sich als Dermatologe in Borna nieder und arbeitete als dermatologischer Konsiliarius für das dortige Klinikum sowie bis 2017 auch für das Städtische Klinikum St. Georg in Leipzig.

## Wirken
Joachim Barth ist federführender Autor von über 250 wissenschaftlichen Publikationen und Autor oder Mitautor von 24 Monographien bzw. Monographiebeiträgen. Er hat über 350 wissenschaftliche Vorträge und 53 Postervorträge gehalten und zahlreiche populärwissenschaftliche Veröffentlichungen aufzuweisen. Seine Hauptarbeitsgebiete waren und sind Fotodermatologie, Psoriasis, externe Dermatotherapie, Tropendermatologie und Medizingeschichte. 1991 wurde er zum Vorsitzenden der sächsischen AIDS-Stiftung gewählt. 1983 bis 1984 arbeitete er als Hochschullehrer am Gondar College of Medical Sciences in Äthiopien. Joachim Barth war Präsident der 10. und letzten Tagung der Dermatologischen Gesellschaft der DDR in Dresden, auf dem die Wiedereingliederung der DDR-Dermatologen in die Deutsche Dermatologische Gesellschaft vollzogen wurde. Von 2007 bis 2013 war er Vorstandsmitglied und Schatzmeister der International Federation of Psoriasis Associations (IFPA) und organisatorischer Leiter von zwei Psoriasis-Weltkongressen. Seit 2008 ist er Gründungs- und Vorstandsmitglied sowie Kassenwart des Hautnetzes Leipzig/Westsachsen.

## Auszeichnungen
Neben der Ehrenmitgliedschaft in sieben ausländischen wissenschaftlichen Gesellschaften hat Joachim Barth in der DDR den Maxim-Zetkin-Preis der Gesellschaft für Klinische Medizin der DDR im Jahr 1981 und den Karl-Linser-Preis der Gesellschaft für Dermatologie der DDR im Jahr 1990 als Auszeichnung erhalten. Zudem hat er den 1. Forschungspreis der Fördervereinigung Sonnenforschung e. V. (im Jahr 1994) erhalten und den Ehrenvorsitz der Südostdeutschen Dermatologischen Gesellschaft seit 2018 inne.

## Schriften
- Mouse screening test for evaluating protection to longwave ultraviolet radiation. In: British Journal of Dermatology. 99, 1978, S. 357–360, DOI:10.1111/j.1365-2133.1978.tb06169.x.
- mit Uwe-Frithjof Haustein, Eckart Fickweiler: Dermatologische Lokaltherapie. Volk und Gesundheit, Berlin 1986, DNB 861225511. 2. Auflage: Verlag Gesundheit, Berlin 1989.
- mit Gerhard Richter, Peter Altmeyer: Dermatologie. Barth, Leipzig/Heidelberg 1991, ISBN 3-335-00294-6.
- mit Beatrice Gerlach, Bodo Lehmann: Bestrahlung mit dem Philips TL01-Strahler erhöht den Serum-Vitamin-D-Spiegel. In: Aktuelle Dermatologie. 17, 1991, S. 319–320.
- mit Volker Kohl, Markolf Hanefeld: Untersuchungen zum Verhalten von Lipiden, weiteren Serumparametern sowie Kreislauffunktionen unter UV-Einwirkung. In: Hautarzt. 45, 1994, S. 702–707, DOI:10.1007/s001050050153.